# Guainía
Guainía je departement na východě Kolumbie. Na severu sousedí s departementem Vichada, na východě s Venezuelou, na jihu s Brazílií a na západě s regiony Vaupés a Guaviare. V rámci kolumbijských departementu je pátý nejmenší co do počtu obyvatel. Drtivá většina území je pokryta tropickým pralesem. Nejvýznamnější řeky jsou Guaviare, Inírida (povodí Orinoka) a Río Negro (povodí Amazonky). Území je převážně rovinaté, zčásti sem zasahuje Guyanský štít.
Departement sestává z 2 obcí a z 5 tzv. „áreas no municipalizadas“ (volný český překlad „území, na kterém nebyla ustanovana žádná obec“). Téměř dvě třetiny obyvatelstva tvoří indiáni a jednu třetinu mesticové.